# ǃOǃung jezik
ǃOǃung jezik (ǃOǃkung; anglizirano okung; ISO 639-3: oun), jezik Okung ili ǃOǃkung Bušmana koji se govori na jugu Angole uz granicu s Namibijom. Pripada porodici khoisan i sjevernoj podskupini južnoafričkih kojsanskih jezika. 
Njime govori 5 630 ljudi (2000). Ne smije se brkati s jezikom ǃ’O-ǃKhung iz Namibije kojim govore Vasekela Bušmani.

## Vanjske poveznice
- Ethnologue (14th)
- Ethnologue (15th)